# جووانی لئونه
جووانی لئونه (ایتالیایی: Giovanni Leone; زاده ۳ نوامبر ۱۹۰۸ – درگذشته ۹ نوامبر ۲۰۰۱) یک سیاست‌مدار اهل ایتالیا، و سی‌وهفتمین نخست‌وزیر این کشور بود، که از ۲۱ ژوئن ۱۹۶۳ تا ۴ دسامبر ۱۹۶۳، و مجدداً از ۲۴ ژوئن ۱۹۶۸ تا ۱۲ دسامبر ۱۹۶۸، این سمت را برعهده داشت. او هم‌چنین از ۱۹۷۱ تا ۱۹۷۸ رئیس‌جمهور ایتالیا بود، که ششمین عهده‌دار این مقام به‌شمار می‌رفت. جووانی لئونه در ۹ نوامبر ۲۰۰۱ در سن ۹۳ سالگی درگذشت.